# Cratere Bowditch
Bowditch è un cratere lunare di 43,04 km situato nella parte sud-occidentale della faccia nascosta della Luna, appena al di là del bordo orientale in una regione in cui la librazione rende visibile il bordo del cratere. È situato a nord di Lacus Solitudinis tra i crateri Titius a sud-ovest e Perel'man a est-nordest.
Il bordo di questo cratere è aperto a sud-ovest mentre il cratere stesso risulta allungato a nord-est probabilmente a causa dell'unione con un altro cratere. Il bordo esterno varia in altezza con un crinale montano a nord-ovest. Il fondo interno è stato inondato di lava basaltica, caratteristica insolita per un cratere sulla faccia nascosta. Il fondo interno è generalmente piatto caratterizzato da una serie di piccoli crateri. 
Il cratere è dedicato al matematico statunitense Nathaniel Bowditch

## Crateri correlati
Alcuni crateri minori situati in prossimità di Bowditch sono convenzionalmente identificati, sulle mappe lunari, attraverso una lettera associata al nome.
| Bowditch | Coordinate             | Diametro (in km) |
| -------- | ---------------------- | ---------------- |
| M        | 26°40′12″S 103°19′48″E | 13,65            |
| N        | 26°37′12″S 102°46′48″E | 14,12            |